# Protogrillotia
Genre
Protogrillotia est un genre de cestodes (vers parasites) de la famille des Cathetocephalidae.

## Liste d'espèces
Selon Catalogue of Life (4 août 2019) :
- Protogrillotia arabiensis Palm, 2004
- Protogrillotia zerbiae (Palm, 1995) Palm, 2004